# بقم أزغب
بقم أزغب (الاسم العلمي:Caesalpinia pubescens) هو نوع من النباتات يتبع جنس البقم من الفصيلة البقولية.